# Phương thức sản xuất châu Á
Phương thức sản xuất châu Á là một khái niệm của Marx, lần đầu tiên xuất hiện trong tác phẩm "Góp phần phê phán chính trị - kinh tế học" của ông – xuất bản tại Luân Đôn năm 1859, trong đó, Marx đã cho rằng "Về đại thể có thể coi các Phương thức sản xuất Châu Á, cổ đại, phong kiến, tư bản hiện đại là những thời đại tiến triển dần dần của hình thái kinh tế - xã hội". Đây là một luận điểm khoa học được đưa ra vào giữa thế kỷ XIX sau quá trình tìm hiểu nghiên cứu các tài liệu về đặc điểm xã hội trong lịch sử phát triển của loài người.

## Thuật ngữ
Theo Marx, sản xuất vật chất được tiến hành bằng một phương thức nhất định. Và phương thức sản xuất (PTSX) là cách thức con người thực hiện quá trình sản xuất vật chất ở những giai đoạn lịch sử nhất định của xã hội loài người. Mỗi xã hội được đặc trưng bằng một PTSX nhất định. PTSX đóng vai trò quyết định đối với tất cả các mặt của đời sống xã hội như kinh tế, chính trị, văn hoá, xã hội… Sự thay thế kế tiếp nhau của các PTSX trong lịch sử quyết định sự phát triển của xã hội loài người từ thấp đến cao.
Trong sản xuất, con người có "quan hệ song phương": một mặt là quan hệ giữa người với tự nhiên, tức là lực lượng sản xuất; mặt khác là quan hệ giữa người với người, tức quan hệ sản xuất. PTSX chính là sự thống nhất giữa lực lượng sản xuất ở một trình độ nhất định và quan hệ sản xuất tương ứng.
Phương Đông là một trong những cái nôi của nền văn minh nhân loại. Những nền văn minh lớn nhất được biết đến đều nằm ở phương Đông. Những nền văn minh đó không chỉ có tầm vóc lớn tương đương với dân số và phạm vi không gian của nó, chúng có một nội dung mạnh mẽ, bề dày văn hóa - lịch sử độc đáo và những thành tựu trên mọi lĩnh vực vô cùng rực rỡ. Phương Đông khác biệt với Hy Lạp, La Mã, các nền văn minh châu Mỹ như Inca, Maya hay những nền văn minh nào đó ở phần còn lại. Bởi vì xã hội phương Đông dựng xây trên nền tảng nông nghiệp lúa nước vì thế nó đã tự quy định cho mình một định hướng phát triển khác so với phương Tây. Do điều kiện kinh tế này các xã hội phương Đông cũng trở nên khác biệt tương đối. Hiện nay trong xã hội phương Đông, phương thức sản xuất châu Á vẫn tồn tại đan xen với các phương thức tiên tiến khác. Việc nghiên cứu xã hội phương Đông không thể không chú ý đến phương thức sản xuất châu Á, đến các đặc trưng của nó.
Sự phân chia Thế giới thành phương Đông và phương Tây trong lịch sử phản ánh sự tiếp cận trên quy mô toàn cầu tiến trình phát triển của xã hội loài người. Theo khái niệm của người Hy Lạp, phương Đông là những quốc gia nằm ở phía mặt trời mọc, ngược lại phương Tây bao gồm các quốc gia nằm ở phía mặt trời lặn.
Đông Bắc Phi là nơi Nhà nước xuất hiện đầu tiên (khoảng 3.500 – 3.000 trước Công Nguyên). Các khu vực tiếp theo có sự ra đời của nhà nước từ rất sớm là Tây Nam Á, Nam Á và Đông Á. Như vậy, ngoại trừ Ai Cập ở Bắc Phi, các nhà nước còn lại đều xuất hiện ở khu vực châu Á. Vì vậy, 4 nhà nước ở châu Á còn được gọi là phương Đông, còn các nhà nước xuất hiện muộn hơn ở châu Âu là phương Tây.
Tóm lại, phương Đông – phương Tây trước hết là 2 khái niệm hoàn toàn mang tính quy ước, nhưng đây là quy ước khoa học để tiếp cận với quá trình hình thành và phát triển của thế giới.

## Cơ sở của khái niệm

### Trường hợp Văn minh Ai Cập
Nền văn minh Ai Cập là một trong những nền văn minh cổ xưa nhất trong lịch sử thế giới. Bắt đầu từ khoảng 3.200 trước Công nguyên và tồn tại rực rỡ suốt 2.300 năm, trước khi nó bị "đóng băng" cho tới tận ngày nay bởi sự cai trị của các thế lực xâm lược bên ngoài. Văn minh Ai Cập hình thành trên vùng đồng bằng châu thổ và thung lũng dài dọc theo sông Nil. Phía bắc giáp Địa Trung Hải, phía nam giáp Nubia, phía tây giáp Lybia, phía đông giáp biển Đỏ và khu vực Tây Á. Từ rất sớm đã có dân cư định cư ở đây và nhờ vào con sông và vùng đồng bằng màu mỡ này người Ai Cập đã tạo nên rất nhiều thành tựu văn minh to lớn trong sự phát triển của mình. Các Kim tự tháp là kỳ quan cổ đại duy nhất còn tồn tại cho đến ngày nay.
Ai Cập là một nước kinh tế dựa nông nghiệp là chủ yếu, tư liệu sản xuất là ruộng đất. Quyền sở hữu và sử dụng ruộng đất đã quyết định việc hình thành những giai cấp trong xã hội Ai Cập. Giai cấp chiếm số đông trong xã hội Ai Cập là giai cấp nông dân, trong đó nông dân được chia thành nhiều loại như: nông dân công xã, nông dân nông trang, nông dân tự canh.
Nông dân công xã là lực lượng đông đảo nhất, họ cày cấy trên phần ruộng công xã được nhà nước chia cho sử dụng nhưng họ là dân tự do hay còn là "thần dân của vua". Ngoài việc nộp thuế, nông dân còn phải làm lao dịch, xây dựng các công trình kiến trúc lớn cho nhà nước. Nông dân còn là nguồn cung cấp chủ yếu binh lính cho nhà nước.
Một giai cấp quan trọng nữa là nô lệ, họ là những người xuất thân từ những tù binh bại trận bị bắt, người bản xứ bị nô dịch, những người do các nước lệ thuộc triều cống. Được sử dụng vào trong các công trình kiến trúc, hầu hạ chủ nhân, làm các công việc trong nhà...Ngoài ra, Ai Cập cò tầng lớp nhà buôn, thợ thủ công.
Tóm lại, giai cấp đông đảo và giữ vai trò quan trọng nhất trong nền kinh tế chính là giai cấp nông dân, không phải là giai cấp nô lệ. Hình thức bóc lột chủ yếu đối với đại đa số nông dân là thuế, đối với một bộ phận nông dân khác là sức lao động trực tiếp hoặc địa tô. Một bộ phận nô lệ cũng tham gia sản xuất nông nghiệp. Nhưng lao động sản xuất của họ chỉ tạo nên một phần trong toàn bộ thu nhập của giai cấp bóc lột mà thôi.

### Trường hợp Văn minh Lưỡng Hà
Lưỡng Hà là một khu vực địa văn hóa, lịch sử cổ xưa, thuộc vùng Trung Cận Đông. Là một trong những trung tâm văn minh của loài người có bề dày lịch sử tới 6.000 năm. Lưỡng Hà là vùng đồng bằng được tạo nên bởi hai con sông lớn là Tirơgơ và Ơphơrát, với thổ nhưỡng và khí hậu thuận lợi. Nên từ rất sớm đã có dân cư đến định cư sinh sống và đã xây dựng nên văn minh vùng này. Văn minh Lưỡng Hà là thuật ngữ chỉ những nền vương quốc và đế quốc cổ xưa, rực rỡ và phát triển liên tục trên vùng Lưỡng Hà. Đó không phải là một nền văn minh duy nhất trong một chủ thể mà là một vùng văn minh được kế tục, nối tiếp bởi các nước khác biệt thay thế lẫn nhau trong suốt chiều dài lịch sử. Trong đó nổi bật là các vương quốc Assyria, Babylon,...
Giai cấp nông dân: trong đó nông dân công xã là tầng lớp đông đảo nhất - cũng là bộ phận đông đảo nhất của xã hội. Họ là những người tự do, được công xã chia ruộng đất, có tư liệu sản xuất và tự canh tác trên mảnh đất được cho, sau đó nộp lại địa tô. Nhưng thực chất họ bị lệ thuộc, cai quản và chịu sự bóc lột của giai cấp quý tộc. Những người dân công xã sống khép kín, gắn bó chặt chẽ với công xã của mình theo tập tục riêng. Ngoài ra còn có những nông dân không có hoặc có rất ít ruộng đất, không có tư liệu sản xuất phải làm thuê sinh sống họ được gọi là cố nông.
Giai cấp nô lệ: họ là những tù binh bị bắt trong chiến tranh hay những người không có tiền để trả nợ. Lưỡng Hà từng tồn tại nhiều vương quốc hùng mạnh. Thời vương quốc Babylon, số lượng nô lệ rất nhiều, nữ nô lệ chiếm số lượng đông hơn. Chế độ nô lệ ở Lưỡng Hà là chế độ nô lệ gia trưởng không phải là lực lượng sản xuất chính trong xã hội, công việc chủ yếu cua họ là hầu hạ trong cung đình, đền miếu, xây dựng những công trình kiến trúc, làm trong các xưởng thủ công, trở thành vật hy sinh tế lễ cho các nghi lễ tôn giáo...nô lệ làm ruộng vườn rất ít. Thời vua Hamurabi, nô lệ biến thành một thứ tài sản hàng hóa trao đổi, người có tiền có thể mua nô lệ, chủ nô có quyền đem nô lệ ra trao đổi mua bán, đổi chác. Và khi người tụ do bị trở thành nô lệ, những nô lệ này chỉ lao động cho chủ nô thời hạn là 3 năm, chứ không lao động suốt đời (điều 117 bộ luật Hamurabi).
Giai cấp thống trị là vua (Patêsi), quan lại, tăng lữ, những người có nhiều ruộng đất là giai cấp chiếm hữu toàn bộ tư liệu sản xuất, ruộng đất trong xã hội. Quý tộc và Patesi có những trang trại rất lớn với hàng nghìn hecta. Họ nghiễm nhiên thành kẻ thống trị và đầy quyền lực, là kẻ bóc lột giai cấp nông dân, nô lệ. Giai cấp thống trị còn chiếm đất đai của những nông dân tự do, để biến họ thành những kẻ phụ thuộc vào mình. Giai cấp thống trị vừa bóc lột nông dân công xã, vừa bóc lột nô lệ.

### Trường hợp Văn minh Ấn Độ
Ấn Độ là một nền văn minh lớn, xuất phát trên lưu vực sông Ấn nên trong giai đoạn đầu còn được gọi là văn minh sông Ấn, kéo dài từ khoảng 3.000 đến 1.800 trước Công Nguyên. Sau đó, văn minh sông Ấn lan về hướng đông đến vùng đồng bằng châu thổ sông Hằng và phát triển thành văn minh Veda và tiếp tục lan rộng. Sự mở rộng về mặt không gian và về văn hóa, đã đưa đến một khái niệm toàn diện và nhanh chóng thông dụng hơn đó là văn minh Ấn Độ.
Ở Ấn Độ, chế độ sở hữu ruộng đất trong thời cổ đại đại thể có thể chia làm ba loại: một là chế độ sở hữu ruộng đất của quốc gia và nhà nước, hai là chế độ sở hữu ruộng đất của công xã, ba là chế độ sở hữu ruộng đất tư nhân. Chế độ sở hữu đất đai của công xã được duy trì tương đối lâu dài và vững chắc. Đến khi các quốc gia phong kiến hình thành ở Ấn Độ, biểu hiện của nó là thái ấp phong kiến được hình thành thì tổ chức công xã nông thôn cũ kỹ vẫn còn tồn tại.
Quyền sở hữu tối cao về ruộng đất thuộc về nhà vua đứng đầu nhà nước chuyên chế "Nhà vua là kẻ sở hữu duy nhất tất cả mọi đất đai trong quốc gia". Như vậy, các quốc vương trên danh nghĩa là chủ đất của một nước, quyền hạn bao trùm lên trên các tất cả các thôn xã. Do đó được hưởng dụng sản phẩm thặng dư - quyền thu địa tô do nông dân công xã cống nạp. Dưới vua là quyền sở hữu công xã hay còn gọi là sở hữu kép. Lao động thặng dư được biểu hiện thông qua cống nạp.
Từ chế độ sở hữu nhà nước về ruộng đất thiết lập trên các công xã nông thôn đã hình thành ra hai giai cấp cơ bản của xã hội theo phương thức sản xuất châu Á đó là: giai cấp quý tộc quan liêu thu cống phẩm và giai cấp nông dân công xã nộp cống phẩm. Chế độ đẳng cấp ở Ấn Độ ra đời từ thời cổ đại, bắt đầu phát triển ở thời kỳ vương triều Maurya đến vương triều Gupta thì hoàn chỉnh. Đẳng cấp Bàlamôn và Ksatriya là những đẳng cấp thống trị thuộc tầng lớp trên. Đẳng cấp Vaisya trước kia bao gồm những thành viên trong công xã nông thôn, người làm nghề thủ công và các thương gia. Nhưng đến thời kỳ hình thành mối quan hệ sản xuất phong kiến, do nông dân tự do ở công xã đã chuyển thành những nông dân lệ thuộc, người làm nghề thủ công cũng ở vào địa vị lệ thuộc. Do đó, Vaisya trong lúc này gồm những người buôn bán, những người cho vay nặng lãi và những chủ các phường thủ công giàu có, không bao gồm nông dân nữa.
Sudra gồm giai cấp nông dân. Bên dưới bốn đẳng cấp trên, còn tồn tại một đẳng cấp khác chịu nhiều áp bức nhất trong xã hội, bị cho là đẳng cấp thấp nhất hoặc đẳng cấp làm những nghề nghiệp không sạch sẽ, đẳng cấp này có số lượng rất đông. Như vậy, chế độ đẳng cấp đầy khắt khe, vai trò to lớn của các tôn giáo trong đời sống chính trị, kinh tế, văn hóa của các tầng lớp nhân dân Ấn Độ là một đặc điểm khác biệt nhất so với bất kỳ một quốc gia phương Đông nào.

### Trường hợp Văn minh Trung Quốc
Trung Quốc là một trong những cái nôi của văn minh loài người. Khởi nguồn từ vùng đồng bằng châu thổ sông Hoàng Hà sau đó phát triển, lan dần xuống phía nam đến lưu vực châu thổ sông Trường Giang. Văn minh Trung Quốc có bề dày lịch sử khoảng từ thế kỷ 22 trước Công nguyên, và phát triển rực rỡ, tỏa rạng ra khắp châu Á. Văn minh Trung Quốc đã có một vai trò to lớn trong việc phát triển văn minh hiện đại của loài người mà trước hết là sự truyền tải thành tựu của nó sang phương Tây. Trung Quốc là một trong số ít những nền văn minh phát triển liên tục không bị gián đoạn trong lịch sử.
Trung Quốc là một nước nông nghiệp, nghề nông được coi là nghề gốc nên cơ cấu giai cấp ở đây gồm:
Giai cấp nông dân: ruộng đất thuộc sở hữu của Nhà nước, giao cho làng xã quản lý và chia lại ruộng đất cho các hộ nông dân theo những quy định nhất định. Sản xuất của nông dân công xã được tiến hành theo đơn vị gia đình nhưng có sự quan sát của các chức dịch trong làng. Canh tác trên ruộng đất của Nhà nước cho nên nông dân phải nộp tô thuế theo quy định cho Nhà nước.
Giai cấp nô lệ: nguồn nô lệ chủ yếu là tù binh và những người phạm tội. Sự thành lập các vương triều cổ đại ở Trung Quốc gắn liền với các cuộc chiến tranh. Sau đó lịch sử Trung Quốc lại được tiếp nối bởi quá trình chinh phục các dân tộc lân cận để mở rộng lãnh thổ, vì thế số tù binh bắt được tương đối nhiều.
Tuy nhiên nô lệ chủ yếu được sử dụng vào các công việc hầu hạ, một bộ phận làm trong các xưởng thủ công, còn trong nông nghiệp, họ đóng vai trò không quan trọng vì ruộng đất trong nước đã giao cho nông dân canh tác.
Giai cấp bóc lột: tư liệu sản xuất chính là ruộng đất. Với tư cách là người sở hữu cao nhất, vua giữ lại một phần đất đai làm lãnh địa trực tiếp của mình, còn lại đem phân phong cho họ hàng và các công thần. Những người được phong đất trở thành các vua chư hầu, quý tộc và quan lại. Đó là giai cấp thống trị đồng thời là giai cấp bóc lột.

### Trường hợp Văn minh Ả Rập
Văn minh Ả rập là nền văn minh ra đời tương đối muộn màng nhất trong những văn minh lớn của phương Đông. Tuy nhiên văn minh Ả rập cũng có những thành tựu rực rỡ thể hiện tầm vóc của nó. Văn minh Ả rập còn là một nền văn minh giao thoa giữa các nền văn minh phương Đông và phương Tây.
Xuất phát từ thế kỷ VII, nền văn minh này ra đời và phát triển gắn liền với sự nổi lên của Đế quốc Ả Rập. Chính Đế quốc này đã chiếm nhiều vùng đất mà trong đó có Ai Cập và Lưỡng Hà như những nền văn minh đã trở thành bộ phận của nó. Văn minh Ả rập đã kế thừa rất nhiều thành tựu của những xã hội mà nó chiếm được. Cũng như Lưỡng Hà, văn minh Ả rập là nơi trung chuyển cho sự giao lưu văn hóa Đông –Tây, góp phần vào tiến độ văn minh của nhân loại.
Ả rập là một đế quốc rộng lớn, nó chiếm đoạt nhiều vùng đất, những xã hội dưới quyền nó rất khác biệt nhau. Bộ phận dân du mục Ả rập nổi lên chinh phục là những kẻ sống theo lối du mục. Khiến cho tình trạng dân cư đông đảo trong tình trạng sinh sống không cố định và vì thế khó định hình những cơ sở đất đai và giai cấp như các xã hội phương Đông khác. Nhưng sự hình thành của đế quốc Ả rập phản ánh kinh tế dân cư Ả rập đã phát triển cũng như giai cấp bước đầu hình thành. Cuộc tấn công xâm chiếm của nó đã làm phá vỡ, xáo trộn xã hội các nước nó chiếm trong thời gian dài. Tuy vậy, khi nó trải qua giai đoạn hòa bình rồi phát triển đỉnh cao, đặc điểm xã hội của Ả rập cũng dần không còn khác biệt gì với các nước nó chiếm và các nước phương Đông. Xã hội Ả rập vẫn bao gồm hai giai tầng thống trị và bị trị. Các đồng bằng canh tác nông nghiệp lớn trước đây như Lưỡng Hà giờ trở thành khu vực lương thực quan trọng của đế quốc vì thế vẫn hình thành nên cơ sở sở hữu đất đai tập trung vào quý tộc mà đứng đầu là các kha-líp. Đông đảo dân cư là giai tầng bị trị, chủ yếu là bộ phận nông dân, họ bị địa chủ quý tộc bóc lột bằng địa tô và thuế. Bộ phận thợ thủ công và thương nhân có số lượng rất đông. Do Đế quốc Ả rập ở một vị trí trung tâm của thế giới, tiếp nối truyền thống giao lưu Đông – Tây, thương nhân có một vị thế rất lớn. Nhưng hết thảy họ điều bị tầng lớp thống trị thiểu số đàn áp, bóc lột.

### Điểm chung các trường hợp
Như vậy, trên những vùng đồng bằng châu thổ rộng lớn của Châu Á và Đông Bắc Châu Phi, với những điều kiện khí hậu và thổ nhưỡng thuận lợi cho canh tác lúa nước, con người đã sinh sống tập trung từ rất sớm. Với nền sản xuất nông nghiệp gắn liền với các khu vực đất đai đó, đã tạo điều kiện cho dân cư sinh sống cố định và kiến tạo nên những nền văn minh vĩ đại, rực rỡ của nhân loại mà tiêu biểu là Ai Cập, Lưỡng Hà, Ấn Độ, Trung Quốc và Ả rập.
Với sự phát triển của kinh tế, sản phẩm thừa xuất hiện và dần dần tập trung vào tay một số người, dẫn đến giai cấp mau chóng hình thành và từng bước định hình cho bộ mặt xã hội của Phương Đông. Kết quả của sự phân hóa giai cấp là sự minh chứng cho sản xuất nâng cao, là cơ sở cho văn hóa hình thành và phát triển. Tuy nhiên cũng bắt đầu cho tình trạng người bóc lột người.
Công xã nông thôn châu Á có tính chất biệt lập. Nó giống như những ốc đảo riêng biệt, như những mảnh nhỏ của con giun sau khi chặt đứt ra chúng vẫn sống và tồn tại. Điều này lý giải vì sao Việt Nam vào thời Bắc thuộc, nước mất nhưng còn làng, còn làng nên cuối cùng lại còn nước. Dù Việt Nam bị đô hộ hàng nghìn năm nhưng không bị đồng hoá, và cuối cùng Việt Nam vẫn là Việt Nam. Xã hội được phân chia ra thành những nguyên tử - làng đồng nhất, cùng sản xuất ra những thứ giống nhau, dựa trên nền kinh tế gia đình tự cấp tự túc, cha truyền con nối nên ít quan hệ bên ngoài.
Marx nhấn mạnh, những công xã ấy đã làm hạn chế lý trí của con người trong những khuôn khổ chật hẹp nhất, làm cho nó trở thành một công cụ ngoan ngoãn của mê tín. Công xã trói buộc con người bằng những xiềng xích nô lệ của các quy tắc cổ truyền, làm cho con người mất hết mọi sự vĩ đại, mọi tính chủ động lịch sử.
Do mối quan hệ kinh tế và chính trị ở phương Tây và phương Đông không giống nhau. Nên chế độ nô lệ và phong kiến ở phương Đông không giống phương Tây. Đối với các nước phương Đông do cơ sở hạ tầng kém, lực lượng sản xuất lạc hậu. Vậy nên về mặt xã hội nó bảo lưu những dấu vết, tàn dư của những xã hội trước, tạo nên những lớp ngói chồng chéo lên nhau, lớp sau che khuất được lớp dưới. Cụ thể các hình thái kinh tế - xã hội kế tiếp, thay thế nhau. Nhưng không hoàn toàn loại trừ nhau; hình thái kinh tế xã hội sau vẫn bảo tồn hình thái xã hội cũ và chỉ biến đổi dần cho phù hợp với lợi ích và sự tồn tại xen kẽ của nhiều hình thái xã hội thuộc nhiều thời kỳ lịch sử khác nhau. Như vậy, xã hội phát triển theo kiểu cái này chồng chéo lên cái kia, đa dạng, phong phú. Điều đó nói lên rằng xã hội phương Tây là một tập hợp tương đối rõ, còn xã hội phương Đông là một tập hợp mờ hơn.
Ở xã hội phương Đông cũng luôn tồn tại những mâu thuẫn giai cấp. Giữa giai cấp thống trị và giai cấp bị trị hết sức gay gắt. Nhưng đây lại là những xã hội có chế độ chiếm hữu nô lệ không điển hình (chế độ nô lệ gia trưởng). Nô lệ ở đây là thiểu số trong thành phần dân chúng (dưới 5%). Họ chủ yếu là các nô tỳ, gói trọn cuộc sống trong gia đình chủ, được trả tiền công theo công việc, ít mâu thuân về quyền lợi. Họ phân tán khắp nơi, không bao giờ sống tập trung và vì vậy hoàn toàn không có khái niệm nô lệ. Và đặc biệt nô lệ ở phương Đông không phải là lực lượng lao động chính làm ra của cải vật chất nuôi sống xã hội. Không là lực lượng có mâu thuẫn sâu sắc với giai cấp thống trị, không là lực lượng thúc đẩy xã hội phát triển.
Với sự tách rời của thủ công nghiệp và thương nghiệp ra khỏi nông nghiệp dẫn đến sự hình thành của các thành phần giai cấp mới làm phức tạp cấu trúc xã hội theo chiều ngang. Tuy vậy theo chiều dọc thì cơ bản vẫn là giai cấp thống trị và giai cấp bị trị. Ở mỗi nền văn minh có hơi khác biệt nhau đôi chút và theo thời gian cũng có sự thay đổi tương đối nhưng cấu trúc xã hội theo chiều dọc với hai giai cấp cơ bản đó là không thay đổi. Thống trị vẫn chủ yếu là địa chủ quý tộc, bị trị vẫn chủ yếu là nông dân với số lượng đa số. Các nhà nước của các nền văn minh phương Đông đều là nhà nước mang tính giai cấp - công cụ của giai cấp thống trị dùng bảo vệ lợi ích của họ, trước hết là bảo vệ sự sở hữu đất đai, quan hệ sản xuất bóc lột và do pháp luật bảo vệ. Quyền lực thống trị phương Đông là sự kết hợp bởi vương quyền và thần quyền. Thần quyền có sức chi phối mạnh mẽ ở hầu hết các nước phương Đông.
Trong thời cổ đại và kế tiếp là thời trung đại các nước phương Đông đều đã tồn tại chế độ nô lệ với phương thức sản xuất nô lệ chiếm địa vị chủ đạo đã dần dần từng bước chuyển lên chế độ phong kiến với phương thức sản xuất phong kiến là chủ yếu.Trong hai chế độ kế tiếp này kẻ nắm nhiều đất đai và các tài sản khác của xã hội chính là chủ nô và sau đó địa chủ, và là giai tầng bóc lột xã hội chủ yếu. Nông dân sống cuộc đời cơ cực, bị bóc lột và là lực lượng sản xuất chủ yếu xã hội nhưng không hưởng được thành quả do mình làm ra bao nhiêu. Thành phần nông dân công xã có tự do và sở hữu tốt hơn nô lệ nhưng vẫn bị bóc lột tàn tạ không kém gì bằng nhiều kiểu. Các cuộc đấu tranh quy mô và gay gắt chống lại giai tầng thống trị từ mâu thuẫn đó làm chuyển biến xã hội và tương ứng với phương thức sản xuất mới. Tuy nhiên, quan hệ nô lệ chưa phát triển đầy đủ thì rất khó phân biệt với quan hệ phong kiến chưa phát triển. Điều này một phần cũng bị làm lưu mờ bởi dù là quan hệ nô lệ hay quan hệ phong kiến, nông dân đều ở địa vị phụ thuộc. Quá trình phát sinh, phát triển của quan hệ phong kiến ở các nước phương Đông bắt đầu sớm hơn đế quốc La Mã một ít, nhưng ở nhiều nước phương Đông quá trình đó lại kết thúc muộn hơn nhiều so với đế quốc La Mã.

## Đặc điểm nổi bật của phương thức sản xuất châu Á trong xã hội Phương Đông
Cùng với sự phát triển của quan hệ hàng hóa - tiền tệ, vai trò của chế độ tư hữu cũng gia tăng và tấn công liên tục, phá hoại chế độ công xã. Tuy kinh tế các nước đã có sự giao lưu, liên kết nhưng bản thân kinh tế nội bộ của các nước chưa thống nhất một cách thật sự.
Đặc điểm rất nổi bật và cũng là riêng biệt của xã hội phương Đông khi đối sánh với xã hội phương Tây còn thể hiện chủ yếu ở các điểm sau:
- Do phát triển từ thời kỳ sản xuất còn ở trình độ thấp kém, nên xã hội phương Đông không thể chuyển biến nhanh chóng lên xã hội chiếm hữu nô lệ. Vì thế, các nước phương Đông không thể trở thành những nước có xã hội chiếm hữu nô lệ phát triển thành thục và điển hình. Và cũng vì thế, sự biến chuyển sang xã hội phong kiến cũng lu mờ, không thể nhận biết rõ rệt.
- Sự tồn tại dai dẳng của tổ chức công xã nông thôn, tàn tích của chế độ xã hội thị tộc thời nguyên thủy, sự phát triển yếu ớt của chế độ tư hữu về ruộng đất trong các xã hội phương Đông kéo dài cho đến cả thời cận đại khi bắt đầu giao lưu với phương Tây.
- Sự tồn tại lâu dài của chế độ nô lệ gia trưởng và các hình thức áp bức, bóc lột kiểu gia trưởng, việc sử dụng nô lệ chưa phổ biến trong các ngành sản xuất xã hội và vai trò nô lệ trong sản xuất kinh tế chưa chiếm địa vị chủ đạo.
- Sự xuất hiện và phát triển của một hình thức nhà nước đặc biệt, nhà nước chuyên chế trung ương tập quyền mà đặc trưng chủ yếu là quyền lực vô hạn của vua, quyền sở hữu tối cao về đất đai và dân cư trong cả nước.

Nghiên cứu các tác phẩm kinh điển của K.Marx và Ph.Engels, đặc biệt là "Hệ tư tưởng Đức" và thư từ của hai ông cho thấy phương thức sản xuất châu Á mang đặc trưng của giai đoạn quá độ từ cộng sản nguyên thủy (sở hữu công cộng) sang nô lệ (sở hữu tư nhân). Nhưng nếu châu Âu thời kỳ quá độ này diễn ra tương đối ngắn thì đối với châu Á, theo Marx ảnh hưởng của nó lại kéo dài một cách dai dẳng rất đặc thù của châu Á. Từ các quá trình tìm hiểu về phương Đông và trải qua nhiều cuộc thảo luận về phương thức sản xuất châu Á. Vì vậy các ông đưa ra các đặc trưng của phương thức sản xuất châu Á, gồm các đặc trưng sau:
- Đặc trưng thứ nhất của phương thức sản xuất châu Á: là không có sở hữu tư nhân ruộng đất. Trong thư gửi Engels ngày 2/6/1853, Marx viết: "cơ sở của tất cả những hiện tượng ở phương Đông... là không có chế độ tư hữu về ruộng đất". Trong thư gửi cho Marx ngày 6/6/1853, Engels nhấn mạnh "việc không có chế độ tư hữu ruộng đất quả thật là chìa khoá để hiểu về toàn bộ phương Đông".
- Đặc trưng thứ hai của phương thức sản xuất châu Á là công xã nông thôn. Marx đã chỉ ra một số đặc điểm của công xã này:

Công xã này tổ chức theo lối gia đình tự cấp tự túc. Do bị trói buộc những xiềng xích nô lệ của các quy tắc cổ truyền, nó hạn chế lý trí của con người trong khuôn khổ chật hẹp và trở thành công cụ ngoan ngoãn của mê tín.
Những công xã này chủ yếu làm cho con người phục tùng những hoàn cảnh bên ngoài chứ không nâng con người lên địa vị làm chủ, nó tạo ra sự thờ cúng thiên nhiên một cách thô lỗ mà sự thoái hoá biểu hiện trong việc con người phải thành kính quỳ gối trước con khỉ Hanu và con bò Sabla.
Chúng là cơ sở bền vững cho chế độ chuyên chế phương Đông. Theo Marx những công xã đó mang tính chất thụ động, quân bình, ít thay đổi "bất động", "tĩnh", "biệt lập", kéo dài từ những thời hết sức xa xôi cho đến đầu của thế kỷ XX.
- Đặc trưng thứ ba của phương thức sản xuất châu Á là tính chất không điển hình của các xã hội Phương Đông. Ở Trung Quốc, chế độ nô lệ manh nha từ nhà Ân (1.400 TCN - 1.027 TCN). Đến nhà Tây Chu (1.027- 770 TCN), nhà nước mang tính chất nô lệ ra đời.

Đặc trưng của phương thức sản xuất châu Á là cấu trúc quản lý hình tháp. Về đại thể mỗi giai đoạn của nó tái tạo lại cấu trúc quản lý dưới dạng thu nhỏ của các triều đại trong chính thể. Trong xã hội này có sự phân chia giữa quyền lập pháp và hành pháp, giữa chức năng quản lý dân sự và quân sự, hàng chính và tư pháp. Theo cách nói của Marx thì ở phương Đông đã tồn tại "chỉ có 3 ngành quản lý là cơ quan tài chính hay cơ quan bóc lột dân mình, cơ quan quân sự hay cơ quan cướp bóc dân tộc khác, và cuối cùng là cơ quan về các công trình công cộng".
Các nền văn minh phương Đông vốn là những nền văn minh cổ xưa nhất của nhân loại, sự thống nhất từ sớm của các nước, sự phát triển kinh tế, hưng thịnh văn hóa đã đưa đến một vị trí rực rỡ của phương Đông, tỏa rạng vào lịch sử nhân loại với những thành tựu vượt bậc và chói sáng. Đáng tiếc, các nước đã mau chóng trì trệ, sụt giảm và tụt hậu so với phương Tây về nhiều mặt. Sự tấn công của chủ nghĩa thực dân phương Tây đã giáng một đòn nặng nề vào hệ thống xã hội gần như bất di bất dịch của phương Đông trong thời gian rất dài. Điều này đã dẫn đến sự đổ vỡ của hệ thống xã hội phương Đông, dẫn đến những đổi thay to lớn, làm biến chuyển toàn bộ diện mạo xã hội và lịch sử các nước này.
Tuy là nơi phát nguyên những nền văn minh sớm nhất, những hoạt động kinh tế nhân tạo sớm nhất, những xã hội có giai cấp sớm nhất nhưng phương Đông cũng nhanh chóng rơi vào sự trì trệ, hầu như không thay đổi trong bước tiến hóa của sản xuất và giai cấp trong một thời gian rất dài để rồi mau chóng bị xã hội phương Tây vượt qua.
Đồng thời là sự đấu tranh kịch liệt dẫn đế sự sụp đổ của phương thức sản xuất cũ và sự thay thế của phương thức sản xuất mới. Nhưng điều đó lại rất khó nhận biết trong tình trạng của các nước phương Đông. Sự biến đổi đó là quá chậm rãi cũng như lại không nổi bật lên tính điển hình rõ rệt giữa các phương thức sản xuất với nhau, lại mang những nét đặc biệt của văn hóa phương Đông. Vì thế, nhiều người xếp nó là một thứ phương thức sản xuất rất khác biệt - Phương thức sản xuất châu Á.
Đó là sự bảo tồn dai dẳng công xã nông thôn ở phương Đông, nơi lưu giữ nhưng phong tục tập quán, truyền thống cho nên xã hội phương Đông ít bị biến đổi cho dù các triều đại liên tiếp nhau thay thế trong lịch sử.
Lịch sử rất nhiều điều bí ẩn, vẫn luôn phải được tiếp tục nghiên cứu. Sự hiểu biết về xã hội phương Đông, về phương thức sản xuất châu Á vì thế vẫn chưa toàn diện và tường tận. Tuy vậy có thể rút ra những kết luận về điểm chung trong sự phát triển của các nước phương Đông rằng: giai cấp bị thống trị với đa số dân cư và chủ yếu họ là nông dân là đối tượng bị bóc lột chủ yếu của xã hội. Họ bị ràng buộc vào ruộng đất, bởi vì họ liên hệ chặt chẽ với công xã, họ bị bóc lột tàn khốc, sự bóc lột đó được đảm bảo bởi bộ máy nhà nước chuyên chế của giai cấp thống trị. Số lượng nô lệ không ngừng tăng và mở rộng ra khu vực xưởng thủ công, hầm mỏ, trang viên. Họ chính là nông dân bị phá sản bằng nhiều cách, trong đó chủ yếu là con đường nợ nần. Họ đã phản ứng dữ dội mưu đồ biến họ thành nô lệ bằng những cuộc khởi nghĩa, nhưng kết cục họ cũng chỉ thất bại.
Phương thức sản xuất châu Á không chỉ là vấn đề mà Marx đã đưa ra mà còn là một phạm trù ông và sau đó là nhiều thế hệ nối tiếp đã nghiên cứu. Phương thức sản xuất châu Á là một một phương thức sản xuất riêng biệt khác với mọi lý thuyết tiêu chuẩn của Marx hay không vẫn còn là điều cần làm sáng tỏ. Marx đã nhìn thấy những đặc điểm của phương Đông nhưng chưa thấu hiểu hết do những hạn chế khoa học tư tưởng ở thế kỉ trước. Mác, Ăng ghen, Lênin, Mao cũng như của các học giả trên thế giới đa số đều có chung quan điểm rằng người ở phương Đông đã trải qua một phương thức sản xuất mà người ta gọi đó là phương thức sản xuất châu Á mặc dù các ý kiến khác biệt và thậm chí mâu thuẫn lẫn nhau. Theo quy luật phát triển và tiêu vong của các hình thái kinh tế - xã hội thì các phương thức sản xuất trong đó có phương thức sản xuất châu Á cũng cùng chung số phận. Tuy nhiên phương thức sản xuất châu Á vẫn tồn tại ở hầu hết các quốc gia, nhất là ở các quốc gia chậm phát triển và đang phát triển, nó đan xen vào các phương thức sản xuất khác làm cho xã hội phương Đông mang những đặc thù riêng so với văn minh phương Tây. Việc tìm hiểu phương thức sản xuất châu Á sẽ giúp ta không chỉ hiểu rõ hơn tiến trình lịch sử con người đã trải qua. Mà qua đó sẽ dự đoán tiến trình tương lai sắp tới, đồng thời phát huy những cái hay cái tích cực, hạn chế thủ tiêu cái cổ hủ, lạc hậu.